# Deshawon Nembhard
Deshawon Nembhard (Corozal Town, Belice, 8 de octubre de 1994) es un futbolista beliceño que juega como defensa en el South Georgia Tormenta de la USL League One de los Estados Unidos. Es internacional con la selección de Belice.

## Carrera

### Universidad
Nembhard comenzó a jugar fútbol universitario en la Universidad Metodista del Sur en 2013, antes de transferirse después de su primer año. Desde 2014, Nembhard jugó en la Universidad Internacional de Florida, incluido un año de camiseta roja en 2016.

### FC Miami City
En 2018, Nembhard jugó en la USL PDL de cuarto nivel con el FC Miami City, hizo 4 apariciones en la liga y anotó un solo gol.

### Charleston Battery
El 10 de febrero de 2020, Nembhard firmó con el Charleston Battery del USL Championship. Hizo su debut profesional el 19 de julio de 2020, comenzando con una derrota por 2-1 ante Legión de Birmingham.

### Stumptown AC
Nembhard jugó la temporada 2021 con Stumptown AC de la Asociación Nacional de Fútbol Independiente.

### South Georgia Tormenta
El 9 de febrero de 2022, Nembhard firmó con el club South Georgia Tormenta de la USL League One.

## Selección nacional
El 18 de febrero de 2021, Nembhard fue convocado a la selección nacional de fútbol de Belice. Hizo su debut el 25 de marzo de 2021 en un partido clasificatorio para la Copa del Mundo contra Haití.

## Palmarés

### Títulos nacionales
| Título         | Equipo          | País           | Año  |
| -------------- | --------------- | -------------- | ---- |
| USL League One | S.G Tormenta FC | Estados Unidos | 2022 |